# Splendoarea frescelor sfinte
Splendoarea frescelor sfinte este un film românesc din 1991 regizat de Ion Bostan.